# Лаура Кодруца Кевеші
Ла́ура Кодру́ца Кеве́ші (рум. Laura Codruța Kövesi; [ˈla.ura koˈdrut͡sa køˈveʃi]; ім'я при народженні Ла́ура Кодру́ца Ла́ску, нар. 15 травня 1973) — виконавчий прокурор румунського Національного антикорупційного Директорату (НАД) рум. Direcția Națională Anticorupție), цю посаду вона займає з 2013 року. До цього була Генеральним прокурором Румунії, співпрацювала з Вищим судом Касації та правосуддя Румунії.
При призначенні на посаду 2006 року, Лаура стала першою жінкою та наймолодшим Генеральним прокурором за всю історію Румунії. Вона також є єдиним державним службовцем, який займає посаду генерального прокурора протягом усього терміну його дії.
Про Кевеші 2015 року написав The Guardian, описуючи її як «тихого, скромного головного прокурора, який знімає скальпи», веде «антикорупційну кампанію зовсім не так, як будь-яка інша країна Східної Європи або світу». Під час її перебування на посаді глави НАД суттєво зросла довіра громадськості до цієї установи, як у Румунії, так і в ЄС. Дані опитування 2015 року свідчать, що 60 % румунів вірять НАД (у порівнянні з 61 %, що довіряють Румунській Православній Церкві і лише 11 % — парламенту). У лютому 2016 року, Кевеші перепризначено на посаду головного прокурора в Міністерство юстиції, спираючись на результати, досягнуті під її керівництвом.
В 2020 році була призначена Генеральною прокуроркою ЄС.

## Життєпис
Народилась у Сфинту-Георге, професійно грала в баскетбол у клубі Медіаша і Сібіу, також грала в молодіжній збірній, яка посіла друге місце 1989 року у ФІБА-Європа чемпіонату для жінок до 16 років. Лаура була одружена з Едуардом Кевеші, етнічним угорцем, і зберегла його прізвище після їх розлучення 2007 року. Окрім рідної румунської, говорить англійською й угорською мовами.
Перед тим, як стати Генеральним прокурором, Кевеші була главою філії «Румунського Департаменту розслідувань і боротьби з організованою злочинністю та тероризмом» у повіті Сібіу.

## На посаді керівника НАД
Під керівництвом Кевеші НАД досяг значного прогресу в боротьбі з корупцією на вищому рівні в Румунії. Притягнуто до відповідальності десятки мерів (наприклад, Соріна Опреску), п'ять депутатів, два екс-міністри й колишнього прем'єр-міністра — це результати лише за 2014 рік. Сотні колишніх суддів і прокурорів притягнуті до відповідальності. 2015 року діяльність 12 членів парламенту й кількох міністрів також була досліджена. «З двох міністрів один з міністерського крісла поїхав прямо до СІЗО», — розказала згодом Лаура.
Віктор Понта, колишній прем'єр-міністр Румунії та високопоставлений урядовець також знаходиться під розслідуванням, він звинувачує Лаура в тому, що «абсолютно непрофесійний прокурор намагається зробити собі ім'я, підмінюючи факти, що не відповідають дійсності, у ситуації 10-річної давності». Ці коментарі він розмістив у Facebook, після пред'явлення йому обвинувачення щодо підробки документів, відмиванні грошей і вхилянні від сплати податків, висунуті проти нього в НАД.
9 липня 2018 року президент Румунії Клаус Йоханніса підписав указ про відставку Лаури Кевеші з поста Головного прокурора НАД (DNA) Румунії.

## Суперечки
Розслідування та переслідування Кевеші в НАД привертають посилену увагу громадськості. Рівень розкривання справ  зріс до 92 %, при цьому ряд колишніх прихильників Лаури, у тому числі Траян Бесеску, колишній президент Румунії (2004—2014) звинуватив агентство у неконституційних діях і зловживанні в області прав людини.
Докази в деяких справах начебто випадково були передані в ЗМІ для дискредитації підсудних,  а саме агентство, з допомогою розвідувальної служби Румунії, занадто прискіпливо перевіряє телефонні розмови високопосадовців, щоб ініціювати розслідування. При цьому тільки 2015 року було успішно проведено 24 розслідування завдяки даним цих досліджень.
Кілька суддів, які відмовилися вести справи НАД, також потрапили під розслідування. Глава відомства, відповідального за боротьбу з організованою злочинністю, потрапив до в'язниці на 8 місяців за відмову проводити арешти підозрюваних для НАД, пославшись на відсутність доказів.
Відсутність звітності НАД під керівництвом Кевеші призвела до того, що деякі критики назвали цю організацію Секурітате версії 2.0. Співпраця зі Службою розвідки Румунії, 180-денне «превентивне затримання», надмірно відкриті досудові розслідування, у тому числі громадський осуд, процесуальні порушення на кшталт пропозицій імунітету після надання свідчень і «те, яким чином агентство регулярно порушує субординацію між виконавчою, судовою та правоохоронною системами» призвели до того, що НАД звинувачують у порушенні прав людини та як «активного учасника у партизанській боротьбі.»
Неупередженість Кевеші була поставлена під сумнів після того, як вона була звинувачена Себастьяном Ґітом, провідним бізнесменом і політиком (який сам звинувачується в корупції), в отриманні від уряду прикриття для захисту. Окрім того, він звинуватив Лауру в тому, що вона захистила чужу докторську дисертацію, видавши її за свою.
Пізніше Ґіта стверджував, що колишнього прем'єр-міністра Віктора Понту шантажували, щоб той призначив Кевеші керувати НАД.
Кевеші також потрапила під критику з боку Національного союзу суддів 2016 року, коли особисто виступала проти звуження визначення терміна корупції, запропонованого Конституційним Судом. Представники Союзу скаржились на те, що вона чинить тиск на Конституційний суд, який «не підзвітний їй».

## Під слідством
13 лютого 2019 року Лаура була викликана до новоствореного Відділу розслідування судових правопорушень як підозрювана у справі, в якій фігурують посадовий злочин, хабарництво та фальшиві показання.